# Szóbel Géza
Szóbel Géza (Komárom, 1905. szeptember 5. - Boulogne-Billancourt, 1963. június 12.) festő, grafikus.

## Élete
Szülővárosában a bencés gimnáziumban tanult, majd Harmos Károlynál, illetve a prágai Képzőművészeti Akadémián végezte tanulmányait. Az 1920-as, 30-as években Párizsban Fernand Leger tanítványa volt. Berlini és prágai tartózkodás után 1934-ben végleg Párizsba költözött. 
Rendszeres látogatója volt a Closerie des Lilas kávéháznak, és bekerült a montparnasse-i művészek társaságába. Közeli barátságba került többek között Marc Chagallal, Le Corbusier-vel, Louis Aragonnal, a magyar származású fotográfussal, Lucien Hervével, illetve a Delaunay-házaspárral. Részt vett az 1937-es világkiállítás dekorációs munkáiban. A második világháború kitörése után 1939-től a Franciaországban alakult csehszlovák katonai egység önkénteseként francia földön, majd Angliában harcolt. Tragikus élményeit 1942-ben Civilisation címmel kiadott 40 rajzból álló albumában és a londoni Victoria and Albert Museumban rendezett kiállításon mutatták be. Ezt a Londoni Csehszlovák Intézet Goya A háború borzalmai című sorozatával együtt állította ki. Angliában főleg grafikával foglalkozott. A háború után visszatért Komáromba, de rokonai nem élték túl a deportálásokat, így ismét Párizsban telepedett le, de emellett sokat utazott. Neve és műve szervesen összeforrott a modern francia festészettel, melynek markáns képviselője lett. 
Már 1924-ben kiállított a JESZO téli kiállításán. Első önálló kiállítását Komáromban rendezte 1928-ban, később számos kiállítása volt Európa több városában (Genf, Rotterdam, Dublin, Pozsony, Lisszabon, Párizs, London) és Európán kívül is (Tokió, New York).
Szívroham következtében hunyt el.

## Művei
- 1932 Lovas
- 1935 Álom
- Barikád építése
- Párizsi alakok
- Jégzajlás
- Tilkovszky Béla portré